# Sackcloth 'n' Ashes
Sackcloth 'n' Ashes è l'album d'esordio del gruppo 16 Horsepower, pubblicato nel 1996 per l'etichetta A&M. È la prima pubblicazione per una major, dopo l'esordio dell'anno precedente con l'EP eponimo.
Il titolo dell'album («vestito di sacco e cenere») è una citazione dal Libro di Daniele:
(Libro di Daniele, 9:3)
Nell'album si respira un'atmosfera di morte e redenzione, dove vecchi strumenti come il banjo e il violino assumono tinte nuove debitrici delle atmosfere decadenti dei Velvet Underground o cupe alla Joy Division.
L'album è stato prodotto da Warren Bruleigh, già produttore dei Violent Femmes, in cui suona il violino proprio il cantante del gruppo, Gordon Gano.

## Tracce
Testi e musiche di David E. Edwards e i 16 Horsepower.
1. I Seen What I Saw – 3:24
2. Black Soul Choir – 3:52
3. Haw – 3:29
4. Scrawled in Sap – 2:46
5. Horse Head – 3:01
6. Ruthie Lingle – 0:44
7. Harm's Way – 3:20
8. Black Bush – 3:16
9. Heel on the Shovel – 3:11
10. American Wheeze – 3:33
11. Red Neck Reel – 2:41
12. Prison Shoe Romp – 3:11
13. Neck on the New Blade – 3:15
14. Strong Man – 4:21

## Formazione

### Gruppo
- David Eugene Edwards - voce, chitarra, banjo, bandoneón, lap steel guitar
- Jean-Yves Tola - batteria, cori
- Kevi Soll - contrabbasso, basso, violoncello, cori

### Altri musicisti
- Gordon Gano - violino